# Choi Jong-hoon
Choi Jong-hoonsinh ngày 7 tháng 3 năm 1990) là một cựu nhạc sĩ và diễn viên Hàn Quốc. Từng là trưởng nhóm, guitarist, và keyboard của ban nhạc rock FT Island từ khi ra mắt vào năm 2007 cho đến khi rời khỏi ngành giải trí vào năm 2019 vì bê bối tình dục và bị bắt giữ, điều tra về tội phạm tình dục.
Vào ngày 14 tháng 3 năm 2019, Choi đã nghỉ hưu khỏi ngành công nghiệp giải trí, giữa những cáo buộc liên quan đến hối lộ và chia sẻ các video và hình ảnh sex bất hợp pháp, một phần của vụ bê bối Burning Sun.
Choi Jong-hoon được sinh ra tại Seoul, Hàn Quốc vào ngày 7 tháng 3 năm 1990, theo lịch mặt trời và ngày 6 tháng 2 theo lịch âm. Ông theo học trường trung học công nghiệp thông tin trung học Shindongshin. Trong những năm học trung học, anh được nhận vào công ty tài năng âm nhạc FNC, sau này thành lập ban nhạc FT Island với Jong-hoon là trưởng nhóm và guitarist.
Kể từ ngày 2 tháng 3 năm 2009, Choi đã theo học Đại học Suwon ở Hwaseong, tỉnh Gyeonggi, Hàn Quốc. Anh ấy chuyên ngành âm nhạc kỹ thuật số cùng với cựu thành viên ban nhạc Oh Won Bin.

## Sự nghiệp âm nhạc

### 2007 - 2019: Khởi đầu sự nghiệp và ra mắt với FT Island
Vào tháng 1 năm 2009, các thành viên Choi Jong-hoon, Choi Minhwan và Lee Bohin đã được đưa vào nhóm phụ "A3". Nhóm này đã ra mắt tại buổi hòa nhạc năm mới 2009 "Giấc mơ đầu tiên của tôi" được tổ chức tại Hội trường JCB ở Tokyo, Nhật Bản vào ngày 2 tháng 1 năm 2009. Choi biểu diễn với tư cách là guitarist và một giọng ca phụ. Tên của nhóm là "A3" do mỗi trong số ba thành viên có nhóm máu A. Nhóm này được thành lập để giúp dành thời gian ca hát trong các buổi hòa nhạc của họ, để ca sĩ chính, Lee Hong-gi, sẽ không quá lời.

## Truyền hình và diễn xuất
Choi bắt đầu xuất hiện và làm khách mời trên nhiều phim truyền hình bắt đầu từ năm 2008. Cùng với Song Seung-hyun, anh đóng vai chính trong Style Wave vào tháng 12 năm 2009 và tháng 1 năm 2010  Trong chương trình này, các ngôi sao thảo luận về xu hướng phong cách chính và ăn mặc của một người mua sắm theo một chủ đề phong cách đã chọn.
Choi đã tham gia vào tập 15 của Cuộc nổi loạn thần tượng Maknae của Seoul Broadcasting System (아이돌 막내) với thành viên ban nhạc Seung-hyun, người từng là thành viên của chương trình; tập phát sóng vào ngày 15 tháng 2 năm 2010. Anh xuất hiện lần đầu với vai trò là nhân vật phụ trong bộ phim You're My Pet (2011) với sự tham gia của các diễn viên Jang Keun-suk và Kim Ha-neul. Dựa trên bộ truyện tranh Nhật Bản Tramp Like Us, Choi đóng vai em trai của nhân vật Kim. Bộ phim xoay quanh một người phụ nữ sống cùng thú cưng của mình.
Vào tháng 12 năm 2012, Choi đã tham gia mùa thứ hai của tvN ' The Romance & Idol.
Choi được chọn vào vai nhân vật chính Park Shi-hyun trong bộ phim truyền hình Hoàng tử hoàng tử (2015). Seo Yu-na của nhóm nhạc nữ AOA, người đóng vai em gái trên màn ảnh Yu-na, Lim Yoon-ho trong vai Lee Mong-ryong, cũng đóng vai chính. Dựa trên webtoon cùng tên, bộ phim xoay quanh em gái của Shi-hyun và cô ấy đắm mình vào các trò chơi video. Là vai chính lần đầu tiên, Choi nhận xét trong một cuộc họp báo trước khi quay phim, "Trước đây tôi đã diễn một chút, nhưng tôi nên cẩn thận và thận trọng đảm nhận vai này". Anh cũng tham gia bộ phim truyền hình Anh hùng và anh hùng bất ngờ (2017).

## Các hoạt động khác
Cùng với thành viên ban nhạc Song Seung-hyun, Choi làm người mẫu tại Tuần lễ thời trang Seoul mùa thu 2009 vào ngày 17 tháng 10 năm 2009 cho Lee Ju Young, nhà thiết kế của bộ sưu tập "Phục sinh". Vào ngày 29 tháng 6 năm 2009, anh ấy đã xuất hiện cùng với nghệ sĩ solo của Core Content Media, Hong Jin Young, là một trong những nhân vật chính trong video âm nhạc "Love Pin" của cô ấy. Vào tháng 8, anh ấy đã tham gia vào tập 19 của MNet Scandal.

## Cuộc sống cá nhân
Vào tháng 3 năm 2019, Choi được tiết lộ là thành viên của một cuộc trò chuyện nhóm trực tuyến chia sẻ các video khiêu dâm về phụ nữ được quay mà không có kiến thức hoặc sự đồng ý của họ, cùng với những người nổi tiếng Jung Joon-young. Ông cũng được cho là đã hối lộ cảnh sát để che đậy một sự cố lái xe khi say rượu vào năm 2016. Sau đó, công ty quản lý của anh tuyên bố rằng anh sẽ rời FT Island và rút lui khỏi ngành giải trí.

## Đóng phim

### Phim truyền hình
| Năm       | Mạng                              | Chức vụ                          | Vai trò            | Ghi chú                       |
| --------- | --------------------------------- | -------------------------------- | ------------------ | ----------------------------- |
| 2008      | SBS                               | Trực tuyến                       | Bản thân anh ấy    | Cameo (Tập 1)                 |
| 2009      | SBS                               | Phong cách                       | Bản thân anh ấy    | Cameo (Tập 6)                 |
| 2012-2013 | tvN                               | Lãng mạn & Thần tượng mùa 2      | Bản thân anh ấy    | Diễn viên                     |
| 2013-2014 | tvN                               | Cheongdam-dong 111               | Bản thân anh ấy    | Chương trình thực tế          |
| 2015      | Diễn viên truyền hình Naver, KBS2 | Hoàng tử                         | Công viên Shi-hyun | Vai chính, web drama          |
| 2015      | JTBC                              | Anh hùng                         | Choi Hee-yeol      | Vai chính                     |
| 2017      | SBS                               | Luật rừng                        | Bản thân anh ấy    | Khách Sumatra (Ep. 261 - 264) |
| 2017      | Diễn viên truyền hình Naver       | Anh hùng bất ngờ                 | Min Su-ho          | Web-drama                     |
| 2018      | MBN                               | Đàn ông và phụ nữ ngoài đời thực | Bản thân anh ấy    | Diễn viên                     |

### Phim ảnh
| Năm  | Chức vụ                 | Vai trò    | Ghi chú        |
| ---- | ----------------------- | ---------- | -------------- |
| 2011 | Bạn là thú cưng của tôi | Ji Eun-soo | Vai trò hỗ trợ |

## Danh sách đĩa hát

### Khách mời xuất hiện
| Chức vụ                  | Năm  | Giải phóng | Ref. |
| ------------------------ | ---- | ---------- | ---- |
| "Điều ước Ver.2" (Ver.2) | 2009 | Sai        |      |